# 克洛斯角
65°55′S 52°29′E / 65.917°S 52.483°E
克洛斯角（英語：Cape Close）是南極洲的岬角，位於恩德比地沿岸，處於巴特比角以西60公里，以皇家地理學會主席命名，現時由南極條約體系管理。